# Râciu (gmina)
Râciu – gmina w Rumunii, w okręgu Marusza. Obejmuje miejscowości Căciulata, Coasta Mare, Cotorinau, Curețe, Hagău, Leniș, Nima Râciului, Obârșie, Pârâu Crucii, Râciu, Sânmărtinu de Câmpie, Ulieș, Valea Sânmărtinului, Valea Seacă i Valea Ulieșului. W 2011 roku liczyła 3748 mieszkańców.